# Patricia Chagnon
Patricia Chagnon (ur. 20 listopada 1963 w Eindhoven) – francuska polityk i samorządowiec holenderskiego pochodzenia, posłanka do Parlamentu Europejskiego IX kadencji.

## Życiorys
Z zawodu tłumacz ustny. Pełniła funkcję dyrektora biura turystycznego w Abbeville. Działaczka Frontu Narodowego, w 2018 przekształconego w Zjednoczenie Narodowe. Udzielała się jako komentatorka w RT France, francuskojęzycznym kanale rosyjskiej stacji telewizyjnej RT.
Została radną miejską w Abbeville, a w 2015 wybrano ją do rady regionu Hauts-de-France. W 2019 kandydowała w wyborach europejskich; mandat eurodeputowanej IX kadencji objęła w lipcu 2022.